# Уралски федерални округ
Уралски федерални округ (рус. Уральский федеральный округ) један је од осам федералних округа Русије. Чини 10,5% површине Русије.

## Значај
То је површина већа од Немачке, Француске, Енглеске и Шпаније заједно.
У аутономним окрузима Хантија-Мансија и Јамалији налази се највише нафте.
Ту се налази 66,7% руских резерви нафте (6% светских резерви нафте).
Такође ту се налази 77,8% руских резерви гаса (26% светских резерви гаса).

## Федерални субјекти
| Уралски федерални округ | Уралски федерални округ | Уралски федерални округ         | Уралски федерални округ |
| #                       | Застава                 | Федерални субјект               | Административни центар  |
| ----------------------- | ----------------------- | ------------------------------- | ----------------------- |
| 1                       | Курганска област        | Курганска област                | Курган                  |
| 2                       | Свердловска област      | Свердловска област              | Јекатеринбург           |
| 3                       | Тјумењска област        | Тјуменска област                | Тјумењ                  |
| 4                       | Хантија-Мансија         | Ханти-мансијски аутономни округ | Ханти-Мансијск          |
| 5                       | Чељабинска област       | Чељабинска област               | Чељабинск               |
| 6                       | Јамалија                | Јамало-ненецки аутономни округ  | Салехард                |